# Okluzor

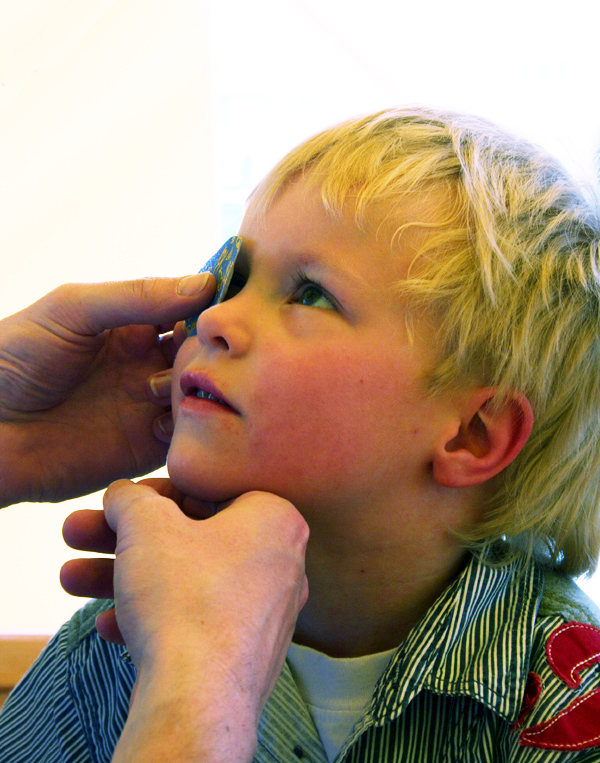
Aplikace náplasťového okluzoru

Okluzor je prostředek k zakrytí oka, který se používá při léčbě dětské šilhavosti (strabismu) či tupozrakosti (amblyopie). Zakrývá stabilně jedno oko nebo střídavě obě oči. Náplasťové okluzory se lepí přímo přes oko, látkové se nosí na brýlích. Krátkodobě se okluzor používá také např. k zakrytí oka během perimetrického vyšetření.